# جريدة الرؤية
جريدة الرؤية هي صحيفة عربية يومية عمانية تصدر عن مؤسسة الرؤيا للصحافة والنشر في مسقط بسلطنة عمان.

## التاريخ والملف الشخصي
تأسست جريدة الرؤية عام 2009 على يد حاتم بن حمد الطائي عضو مجلس الدولة بسلطنة عمان، والذي سبق له تأسيس مؤسسة الرؤيا للصحافة والنشر، وهي دار نشر خاصة تأسست في عام 1994، وتختص بنشر الكتب والمطبوعات والدوريات للعديد من المؤسسات والجهات الخاصة والحكومية، كما تتولى مؤسسة رؤيا للصحافة والنشر إصدار مجلة الرؤية الشهرية، وإصدار جريدة الرؤية العمانية الاقتصادية اليومية، والتي صدر العدد الأول منها في 23 ديسمبر 2009 لتكون أول جريدة اقتصادية يومية تصدر في سلطنة عمان. سعت الجريدة منذ تأسيسها إلى نشر الثقافة الاقتصادية بين القراء العمانيين والعرب، وتلبية احتياجات القراء العمانيين والعرب على اختلاف توجهاتهم الفكرية والثقافية في الإلمام بكل ما تشهده سلطنة عمان والمنطقة العربية من وقائع وأحداث وقضايا تتعلق بالسياسة أو الاقتصاد أو الثقافة أو الرياضة أو المجتمع. كما أطلقت الجريدة العديد من المُبادرات والفعاليات والأنشطة لدعم المُشاركة والتعاون المجتمعي وتعزيز الوعي بمجالات ريادة الأعمال وسُبل تنمية المجتمع، مثل جائزة الرؤية لمبادرات الشباب، وجائزة الرؤية الاقتصادية التي انطلقت لأول مرة في عام 2012، وتقام سنويا لتكريم النماذج الاقتصادية الناجحة والأفكار والمشاريع الإنمائية المتميزة في سلطنة عمان.

## المحتوى

### رئاسة التحرير
يشغل حاتم الطائي منصب رئيس تحرير جريدة الرؤية العمانية منذ تأسيسها في عام 2009 وحتى الآن.